# Spec Ops: The Line
Spec Ops: The Line es un videojuego de disparos en tercera persona desarrollado por Yager Development y publicado por 2K Games. El juego ha sido lanzado para OS X, Microsoft Windows, Linux, Xbox 360 y PlayStation 3. Fue oficialmente anunciado en los Spike Videogame Awards, el 12 de diciembre de 2009. El 14 de mayo de 2015 salió oficialmente para Linux.
Yager comenzó el desarrollo del juego en 2007, inspirándose para el escenario y el marco de la historia en varios medios, incluida la novela de Joseph Conrad de 1899 El corazón de las tinieblas y la película de 1979 Apocalypse Now. El juego fue diseñado para ser "físicamente opuesto", lo que hace que los jugadores se cuestionen sus pensamientos sobre el tratamiento de la guerra en un videojuego como entretenimiento y les pide a los jugadores que tomen una variedad de decisiones moralmente ambiguas. El juego sufrió múltiples retrasos y el equipo de desarrollo aprovechó este tiempo para refinar la historia y aumentar el ritmo del juego. La banda sonora del juego es una mezcla de música con licencia y música original compuesta por Elia Cmíral. El juego fue prohibido en los Emiratos Árabes Unidos por su representación de Dubai en estado de destrucción.
Anunciado en diciembre de 2009, el juego se lanzó internacionalmente en junio de 2012 para Windows, PlayStation 3 y Xbox 360. Spec Ops: The Line recibió críticas generalmente positivas de los críticos con elogios por la narrativa y sus temas, mientras que las críticas se dirigieron a la línea multijugador y aspectos de la jugabilidad. También fue premiado y nominado para varios elogios de fin de año, particularmente por su historia, y se ha ganado seguidores de culto en los años posteriores a su lanzamiento. A pesar de esto, el juego fue un fracaso comercial, lo que llevó al anuncio de que no habría una secuela del juego, lo que puso fin a la serie Spec Ops.

## Jugabilidad
Spec Ops: The Line es un shooter en tercera persona con énfasis en las tácticas de equipo. El jugador controla al Capitán Martin Walker, quien está acompañado por un equipo Delta Force en misión para rescatar a John Konrad, un coronel de la armada estadounidense desaparecido en Dubái tras desobedecer la orden de abandonar la ciudad antes de que una serie de catastróficas tormentas de arena la borrasen del mapa. Para lograr esta meta, los jugadores deberán atravesar la ciudad para neutralizar las amenazas enemigas y los desastres naturales para encontrar y rescatar al coronel perdido aparentemente. Conforme el jugador progresa, mejores armas y equipamiento estarán disponibles para alcanzar las metas más fácilmente. Las órdenes de equipo también estarán disponibles, permitiendo al jugador dirigir a sus compañeros de equipo a realizar ciertas acciones o a moverse a ciertas áreas.
El juego se centra en las tormentas de arena naturales de Dubái para proporcionar un terreno "dinámico", ya que, todo sea dicho, es un juego solamente lineal. La arena juega un papel clave en Spec Ops: The Line, brindando al jugador la posibilidad de usarla a favor en ciertas situaciones de combate, provocando avalanchas, ocultando superficies acristaladas que ceden bajo el peso de los enemigos, desorientandándolos, etc... Aunque también será un elemento que juegue en contra del jugador en ciertos momentos.
El modo multijugador de Spec Ops: The Line ofrece una experiencia íntima e intensa basada en escuadrones de combate 4 contra 4 y ambientada igualmente en la ciudad de Dubái. El modo multijugador de Spec Ops: The Line cuenta con un avanzado sistema de clasificación, permitiendo a los jugadores desbloquear ventajas y otras personalizaciones únicas para hacer avanzar a su personaje. A diferencia del modo campaña, las tormentas de arena en este modo si son dinámicas, apareciendo aleatoriamente durante el curso de la partida y cambiando completamente el ritmo del combate. Además del modo cooperativo puedes obtener logros en Xbox Live, así como buscando los coleccionables (que dan detalles de la historia en el videojuego), etc.

## Argumento

### Introducción
Seis meses antes de los eventos acontecidos en el juego, comienzan a aparecer la peor serie de tormentas de arena jamás registradas en Dubái, una de las ciudades más importantes de los Emiratos Árabes Unidos. Tanto los políticos como la élite adinerada de Dubái restó importancia en los medios a semejante pronóstico mientras evacuaban la ciudad en secreto, dejando a miles de dubaitíes tras de sí. El coronel John Konrad, condecorado héroe en horas bajas y cabeza del batallón conocido como «El escuadrón 33» del Ejército de los Estados Unidos, tras una cuestionable misión en Afganistán, decide buscar redención y defender su nombre y su honor ofreciendo como voluntarios a todo su batallón para una última misión heroica: ayudar en la evacuación de Dubái pese a la negativa de los Emiratos de aceptar ayuda internacional. Cuando las tormentas empeoraron, el Batallón 33 recibió órdenes de abandonar la ciudad, pero Konrad desobedeció y prefirió quedarse con los supervivientes atrapados. El acceso a Dubái se convirtió en una tarea imposible debido a la violencia de las tormentas, por lo que el rescate de los posibles supervivientes se descartó. Una vez que las tormentas comenzaron, la comunicación con el 33 se perdió, y tras un tiempo sin tener noticias de ellos, se les dio por muertos. Dubái es declarada tierra de nadie. Seis meses más tarde, una transmisión proveniente de Dubái atraviesa a duras penas la tormenta. Se trata de un mensaje del coronel John Konrad informando del alto número de muertes a consecuencia de las tormentas. El Ejército de los Estados Unidos decide mandar a un escuadrón Delta en misión de reconocimiento para averiguar el paradero de John Konrad y traerlo con vida.

### Trama
El escuadrón Delta compuesto por el capitán Martin Walker, el teniente Alphonso Adams y el sargento John Lugo atraviesan a pie el muro de la tormenta en la zona limítrofe de la ya devastada y semienterrada ciudad de Dubái. Tan pronto como encuentran una radio baliza transmitiendo en bucle el mensaje de auxilio enviado por el coronel John Konrad, el primer grupo de supervivientes armados hacen acto de presencia. El equipo Delta los identifica como insurgentes. Dichos insurgentes tienen rodeado en los restos del fuselaje de un avión estrellado a un reducto del Batallón 33 de Konrad, también conocidos como «los Malditos del 33». Cuando el equipo Delta recupera el control del avión, llegan a tiempo para escuchar las últimas palabras de un soldado malherido. Este les revela que los insurgentes se han llevado a un soldado del 33 llamado McPherson para ser interrogado. El lugar al que lo han trasladado se conoce como «el Nido». Adams y Lugo sugieren informar a los mandos sobre la situación, pero Walker se niega. El equipo Delta decide abandonar temporalmente la misión de reconocimiento e intentar salvar al soldado secuestrado para así obtener información sobre la situación actual de Dubái y el paradero del coronel John Konrad.
Durante su aproximación al Nido, el escuadrón Delta encuentra una serie de altavoces repartidos por la zona a través de los cuales un misterioso locutor retransmite un extraño programa y con el que pone al día de la actualidad de Dubái a toda su población, y por su actitud, el locutor parece estar de parte del 33.
Según avanzan, el equipo encuentra evidencias de lo que ocurrió durante los últimos seis meses en Dubái. Al parecer, Konrad y los Malditos del 33 establecieron la ley marcial para mantener el orden en una ciudad que lentamente se estaba sumiendo en el caos. La situación se complica cuando encuentran a un agente de la CIA llamado Castavin liderando a un grupo de insurgentes que no reciben con agrado al escuadrón Delta. El equipo encuentra finalmente al soldado McPherson, mientras este está siendo interrogado violentamente por el mismo agente de la CIA que había ordenado a los insurgentes acabar con ellos. McPherson consigue liberarse en un momento de confusión y acabar con la vida de Castavin. Tras un breve y poco revelador interrogatorio, en el cual el jugador puede matar a McPherson (lo cual cambia mucho de la historia), el escuadrón finalmente se topa con un numeroso grupo de soldados del 33 persiguiendo a civiles. Estos confunden a los Delta por agentes de la CIA, y comienza un tiroteo entre ambas facciones. Los del 33 no atienden a razones y pese a los gritos desesperados de Lugo por informarles de que se trata de fuego amigo, Walker convence a su escuadrón de que han de responder con fuego si sus vidas corren peligro. Una vez acabado el tiroteo, Walker llega a la conclusión de que los soldados que acaban de eliminar no pueden ser parte del 33, y que ha de tratarse de una escisión del Batallón 33 de Konrad que se ha rebelado. Adams y Lugo insisten en informar a los mandos, pero Walker decide continuar. Tras una encarnizada batalla con estos «soldados renegados», el escuadrón llega tarde para evitar el secuestro de un gran número de civiles, por lo que Walker decide que lo correcto es averiguar que han hecho los soldados renegados con dichos civiles y establecer contacto de alguna manera con los otros agentes de la CIA en la ciudad para que sean ellos los que les informen del paradero de Konrad y de lo acontecido en Dubái hasta la fecha, ya que el 33 parece ser más difícil de tratar.
Mientras el escuadrón planea sus siguientes pasos, Lugo encuentra una señal de radio proveniente de lo más profundo de un cañón formado por rascacielos y arena. La transmisión parece ser el interrogatorio a un agente de la CIA. El interrogatorio se va tornando progresivamente en una tortura. Walker dice reconocer al locutor. Al parecer, Konrad y él se conocieron en uno de los muchos campos de batalla y compartieron bastantes historias. Tras un accidentado camino hasta el lugar de origen de la transmisión, los Delta encuentran el cuerpo calcinado del agente. Dicho cuerpo ha permanecido colgado en ese lugar ya un tiempo, pero ya es demasiado tarde para Walker y sus compañeros: han caído en una trampa. Por primera vez, el locutor se dirige al escuadrón de Walker. Este les confiesa que la trampa no era para ellos, sino para un agente de la CIA llamado R. Gould, pero que de igual modo, la presencia de los Delta en Dubái ha de considerarse hostil, ya que nadie conoce el por qué de su visita. Justo en el último momento, el agente R. Gould sorprende a la emboscada del 33 y permite la huida de los Delta.
Tras escapar por los pelos del ataque de un helicóptero, Walker convence a sus hombres de que la prioridad es encontrar de nuevo al agente Gould, ya que desde que llegaron a Dubái, es el único que ha arriesgado su vida para salvarlos. Daniels les informa de que desconoce el paradero de Konrad. Cuando consiguen salir al exterior, son testigos de una cruenta batalla entre los insurgentes liderados por Gould y las fuerzas del 33. En su esfuerzo para encontrar al agente Gould, el escuadrón es testigo de algunas de las atrocidades acontecidas en la ciudad, como las decenas de soldados ahorcados en farolas o el uso indiscriminado de fósforo blanco sobre insurgentes que se retiraban, además de encontrar signos de una revolución que, a estas alturas, se antojaba fallida. Las teorías sobre la escisión del 33 ganan peso cuando finalmente encuentran al agente Gould junto a unos cuantos civiles a punto de ser ejecutados por soldados, en teoría, renegados. Walker ha de tomar una decisión, pero pese a sus esfuerzos por hacer las cosas bien, Gould muere sobre la arena, dejando tras de sí una pista que apunta a un último agente de la CIA, el agente Riggs y su plan operativo: tomar el Coliseo Acuático de Dubái.
Las relaciones del escuadrón comienzan a deteriorarse cuando Lugo muestra su descontento con la misión, lo cual termina por sacar de los nervios a Adams. Tras una breve pero intensa pelea, el escuadrón se recompone, aunque por poco tiempo. Adams sigue siendo leal a la palabra de Walker, pese a que Lugo comienza a cuestionar la validez de las decisiones de Walker. Cuando el escuadrón se encuentra de frente con un campamento militar del 33 que cuenta con superioridad numérica y altísima potencia de fuego, deciden que la única manera de continuar es aplicando la misma medida que han aplicado indiscriminadamente contra los insurgentes: someterlos al fósforo blanco. Pese a la oposición de Lugo al uso de esta arma química, Walker es tajante con sus palabras: «No hay otra elección». El campamento queda completamente destruido y el fuego consume los gritos agonizantes de los soldados carbonizados a lo largo del camino que Walker y su escuadrón han de atravesar. Lo que ninguno de los integrantes del equipo esperaban encontrar es a los civiles presuntamente secuestrados por el 33 en dicho campamento, los cuales han acabado teniendo el mismo terrible destino que los demás soldados. Walker responsabiliza a Konrad de lo acontecido e intenta convencer a sus compañeros de que han sido forzados a tomar esa decisión. La confianza del escuadrón en Walker casi ha desaparecido desde este momento, aunque por mucho que les pese, sigue siendo su superior.
Tras tomar la denominada «Puerta», que conecta la zona insurgente con la zona controlada por el 33, el escuadrón Delta hace un nuevo y siniestro hallazgo. Escondido en la mismísima puerta, encuentran la tumba de cinco cadáveres calcinados cuyas chapas confirman lo que Walker temía desde el principio: una rebelión dentro del 33. Las chapas pertenecen al alto mando de Konrad. En este preciso momento, Konrad habla por primera vez y se dirige a Walker. El coronel Konrad le confiesa que ante la imposibilidad de inspirar a sus allegados, y para mantener el orden, tuvo que dar ejemplo a su batallón acabando con la vida de la escisión renegada. Konrad insta a Walker a continuar y bajar a «la Carretera», arteria principal de Dubái. En dicho lugar, Konrad le propone un retorcido juego para averiguar qué tipo de soldado es Walker: ajuiciar a uno de los dos prisioneros que hay colgados en uno de los carteles de la carretera. Uno de los prisioneros robó agua, lo cual se considera un delito capital en Dubái, mientras que el otro prisionero, exsoldado de Konrad, se extralimitó en sus funciones y acabó con la familia del otro prisionero cuando se le ordenó apresarle. Tras tomar una decisión, Walker avanza por la carretera para ser inmediatamente sorprendido por una emboscada. Las fuerzas de Konrad vuelven a ser superiores, pero esta vez una tormenta de arena juega a favor de los Delta, la cual les permite huir gracias al caos generada por esta.
Ya de noche, el escuadrón decide continuar su viaje. Tras llegar a la conclusión de que Konrad ha de hallarse en la torre más alta de Dubái, el Burj Khalifa, Adams cuestiona la entereza de Walker mientras que Lugo se mantiene distante. No tardan mucho en encontrarse a un reducto de insurgentes liderados por Riggs, el último agente de la CIA vivo en Dubái. El plan de Riggs es hacerse con el control de los camiones de agua del Coliseo Acuático, ya que según él: «Quien controla el agua, controla Dubái». De hacerse con el control del agua, el 33 no tendría más remedio que deponer las armas y rendirse, y así Walker daría finalmente con Konrad. Lo que Walker nunca imaginaría es que la verdadera razón por la que la CIA estaba en Dubái era para enterrar todas las pruebas, tanto la supervivencia del 33 como sus cuestionables métodos para mantener el orden en la ciudad. Es por ello que alentaron a los locales a enfrentarse contra el 33. Querían que Dubái se consumiera desde dentro, y el último paso para ello era tomar el control del agua y acabar con los suministros de la ciudad. Riggs sacrifica su propia vida para que este plan se lleve a cabo, estrellando el convoy de camiones cisterna contra los edificios y varios automóviles abandonados y dejando a la ciudad sin agua definitivamente ante el horror de Walker. El estado de emergencia se declara y la cuenta atrás para los supervivientes de la ciudad comienza. Tienen tan solo cuatro días para ser evacuados, o toda la ciudad morirá de sed. Este terrible acontecimiento transcurre mientras esa parte de la ciudad arde en llamas por el accidente, los civiles buscan desesperadamente tomar la poca agua que queda en los dañados contenedores cisterna, y Walker busca frenéticamente a Riggs para matarlo, encontrándolo atrapado bajo uno de los camiones. Al ver que no puede sacarlo de donde está para matarlo él mismo, Riggs le pide a Walker que lo mate con un revólver que está cerca de él, con lo cual se abre la opción de que el jugador pueda elegir cómo morirá el agente. Si el jugador espera, puede ver a Riggs morir quemándose mientras le suplica a Walker que no lo deje morir quemado. Poco después Walker, desesperado, busca dar la orden de evacuar a toda la ciudad para evitar que la poca gente que sobrevive aún en Dubái, alrededor de unas 3000 o 4000 personas, sigan muriendo, esta vez de sed.
Por esa razón, el siguiente paso que Walker decide dar es el de alcanzar el puesto de transmisión del locutor y mandar desde allí una señal de socorro a los mandos. Por una vez en mucho tiempo, los tres miembros del escuadrón aceptan el plan con agrado. Para dar con el paradero del locutor los Delta interrogan a un soldado de Konrad, el cual les revela su localización en Dubái: el edificio Trans-Emirates. Cuando el escuadrón finalmente alcanza la posición del locutor, Lugo configura la radio para poder transmitir la señal de auxilio, no sin antes dispararle a quemarropa al locutor. Esto divide más aún al grupo, y supone el punto más oscuro de la evolución psicológica de Lugo. Tal como confirmaban sus sospechas, el locutor no había cedido tan fácilmente el testigo: había revelado la posición de los Delta al grueso del ejército de Konrad, que ya venían de camino, pero el mensaje de emergencia al fin había sido enviado. El único modo de escapar de la torre del locutor es a través de un helicóptero estacionado en un helipuerto cercano. Walker da la orden a Adams de que rodee la torre para destruirla completamente y así «mandarle un mensaje a Konrad». Este acto de destrucción innecesaria retrasa la huida del escuadrón, que es perseguido no solo por varios helicópteros de combate, sino también por una gran tormenta de arena que alcanza a los Delta en pleno vuelo y les obliga a efectuar un aterrizaje de emergencia, el cual termina en un terrible accidente debido a que el último helicóptero de combate de los 33 que los perseguía se estrella contra ellos.
El escuadrón queda repartido a lo largo de un cementerio de barcos. Walker encuentra a Adams malherido, pero consigue mantenerse en pie y emprender la búsqueda del sargento Lugo, el cual ha encontrado refugio en un campamento de civiles al pie del Burj Khalifa, presunto paradero actual de Konrad. Desgraciadamente, los civiles no reciben con agrado a Lugo, al cual responsabilizan de muchas de las penurias que han sufrido últimamente. Walker y Adams llegan al campamento justo para contemplar como los civiles ahorcan a Lugo. Los intentos de Walker por salvar a Lugo son infructuosos, mientras que Adams informa a Walker de que los civiles se están volviendo cada vez más violentos. Walker ha de tomar una decisión para librarse del tumulto, pudiendo disparar al cielo o a los civiles, y así poder continuar hasta el Burj Khalifa, lugar donde está seguro de que encontrará a Konrad.
Lugo está muerto, Adams ha perdido totalmente la confianza en Walker y en este momento ambos son dos perfectos desconocidos con un mismo objetivo: sobrevivir. Adams está a rabiar por culpa de Walker y lo rechaza profundamente. Cuando finalmente toman el control de la última posición del 33, Adams se niega a continuar con la misión. Walker, sin embargo, prefiere deponer las armas si con ello consigue hablar con Konrad. Adams se siente traicionado y empuja a Walker fuera de la garita donde se parapetaban. Este echa a correr mientras todo explota detrás de él.
Walker, agotado física y psicológicamente, entra en la recepción del Burj Khalifa. Allí se encuentra al último reducto del 33, el cual le informa de que Konrad le espera arriba. En un principio, Konrad parece ser el hombre paranoico y altamente carismático que Walker esperaba encontrar, pero poco después de verlo en vida, Walker descubre el cadáver del mismísimo Konrad con un disparo en la cabeza. Es entonces cuando la verdad sobre Walker es revelada.
El Konrad que le estuvo hablando durante todo su viaje no era más que una alucinación postraumática autosugestionada por Walker gracias a la cual podía negarse a aceptar su culpabilidad en el incidente del campamento de la Puerta y posteriormente el asalto a la reserva acuática. Sus órdenes mataron a 47 civiles inocentes, y las órdenes que recibió de la CIA mataron y matarían a más gente, pero Walker se negó a aceptarlo. Por eso responsabilizó a Konrad de lo sucedido, incluso aún desconociendo si este estaba vivo o no. Konrad le recuerda a Walker que este tuvo múltiples ocasiones para abandonar la ciudad, pero que pese a todo, decidió continuar, todo por intentar convertirse en algo que no era: un héroe. Sus intentos por intentar salvar a la gente acabaron con más muerte y destrucción, todo, simplemente, por no querer abandonar Dubái. Walker se da cuenta de que su historia en Dubái fue la misma que vivió Konrad; su fallido intento de ayudar solo trajo más sufrimiento y muerte. Todo lo que dice Konrad es lo que piensa Walker de sí mismo, por lo tanto es como si hablara de sí mismo. 
Tras darse cuenta de todo ello, la espiral de autodestrucción interna de Walker acaba con una última decisión a tomar: mientras el capitán Walker se mira al espejo aparece Konrad apuntándole con una pistola y comienza a contar hasta cinco: disparar a Konrad (recordemos que la visión de Konrad representa la parte buena de Walker) supondría negarse a aceptar su responsabilidad por todo lo sucedido, que acabará con un sorprendente epílogo. La otra opción es dispararse a sí mismo o esperar que lo haga Konrad, que supondría un acto de redención y el fin de la espiral de muerte y destrucción que Walker ha traído a Dubái. El jugador elige.
En el epílogo, el jugador tendrá tres opciones: entregar el arma ante la petición de los soldados que vienen a evacuar al escuadrón Delta, no entregar el arma lo que resulta en que uno de los soldados te la retira igualmente, o no entregar el arma, responder al fuego y matarlos. Con cualquiera de las tres opciones se verá una cinemática que marca el final del juego, pero que cambia con las decisiones del jugador: si el jugador elige entregar el arma, se verá a Walker subiendo a uno de sus vehículos para ser evacuado. Dentro del transporte uno de los soldados le preguntará sorprendido como logró sobrevivir a la ciudad, a lo que el capitán contesta desanimado que no lo ha hecho. Si el jugador elige no entregar el arma, los soldados se la retirarán y el final será el mismo el que tendrá que entregarla. Si el jugador elige no defenderse, decidiendo no matar a nadie más, o bien respondiendo al fuego en defensa propia pero fallando, se verá una animación en la que Walker tristemente rememora, mientras agoniza en el suelo, una conversación que tuvo con Konrad mucho antes de los acontecimientos del videojuego, castigándose y redimiéndose de los actos horribles que había hecho. Por último, si el jugador elige matar los soldados y lo logra, se acercará a la radio de las camionetas y mientras los mandos preguntan alarmados que ocurre, Walker les dice algo que no tiene nada que ver con lo sucedido para, acto seguido, devolverse al edificio, definitivamente triste y corroído por lo que había pasado.

## Voces de personajes en la versión en español (España)
- Nolan North - Juan Amador Pulido - Capitán Martin Walker
- Christopher Reid Juan Carlos Lozano - Teniente Alphanso Adams
- Omid Abtahi - Óscar Castellanos - Sargento John Lugo
- Bruce Boxleitner - Vicente Gil - Coronel John Konrad
- Jake Busey - Antonio Abenójar - El Locutor

## Desarrollo
Siguiendo el lanzamiento de los muchos juegos de la saga Spec Ops, se encontrará con altas ventas y análisis contundentes, causando la detención de cualquier producción de los juegos siguientes. En 2003, Take-Two mencionó en sus resultados financieros que Rockstar Games estaba trabajando en la franquicia, pero en 2005 el proyecto fue cancelado por razones desconocidas. Fue más tarde cuando se reveló que Rockstar Vancouver era el desarrollador del proyecto, con el cantante Josh Homme produciendo la banda sonora del juego.
Desde 2005 a 2009, la saga permaneció durante un largo tiempo sin ser mencionada, con los derechos pertenecientes a Take-Two Interactive. Entonces, el 12 de diciembre de 2009, un noveno juego de la serie fue anunciado y titulado Spec Ops: The Line. La noticia vino acompañada de un tráiler que representaba varios minutos del gameplay y mostraba la nueva configuración. El tráiler confirmó el título, así como muchas características, incluidas la perspectiva en tercera persona, los elementos del terreno dinámico, así como los ajustes. Un posterior lanzamiento de prensa detalló la premisa, otras características del juego, y una posible fecha de lanzamiento en 2011. Pronto, una web oficial fue lanzada, y también un nuevo tráiler en noviembre de 2011.
Un usuario de Twitter preguntó a Walt Williams, guionista del juego, porqué no habrá una secuela de Spec Ops: The Line. El guionista respondió:
"Porque fue un desarrollo brutal, doloroso y todos los que trabajaron en él preferirían comer cristales rotos antes que hace una secuela. Además, tampoco vendió."
El estudio Yager, que ahora mismo se encuentra desarrollando The Cycle, no parece tener planes de desarrollo para ningún tipo de secuela de Spec Ops: The Line.